# ATP Challenger Seattle
Der ATP Challenger Seattle (offiziell: Seattle Challenger) war ein Tennisturnier, das von 1987 bis 1989 jährlich in Seattle, Washington, stattfand. Es gehörte zur ATP Challenger Tour und wurde im Freien auf Hartplatz gespielt.

## Liste der Sieger

### Einzel
| Jahr | Sieger             | Finalgegner    | Ergebnis      |
| ---- | ------------------ | -------------- | ------------- |
| 1989 | MaliVai Washington | Robbie Weiss   | 6:4, 6:3      |
| 1988 | Glenn Layendecker  | Johan Carlsson | 6:2, 6:4      |
| 1987 | Andrew Sznajder    | Lloyd Bourne   | 6:4, 4:6, 6:3 |

### Doppel
| Jahr | Sieger                         | Finalgegner                      | Ergebnis      |
| ---- | ------------------------------ | -------------------------------- | ------------- |
| 1989 | Patrick Galbraith Brian Garrow | Ville Jansson Charles Merzbacher | 6:1, 6:3      |
| 1988 | Buff Farrow Jim Gurfein        | Patrick Galbraith Brian Garrow   | 6:1, 6:4      |
| 1987 | Rick Leach Patrick McEnroe     | Brian Levine David Macpherson    | 5:7, 6:2, 6:3 |